# Zebra-de-burchell
A zebra-de-burchell (Equus quagga burchellii) é uma subespécie da zebra das planícies. O nome é uma homenagem ao explorador e naturalista britânico William John Burchell. Nomes comuns para esse tipo de zebra incluem: Bontequagga, Zebra de burchell, Zebra damara, e Zebra zuzuland (Gray, 1824).  A zebra de burchell é a única subespécie de zebra que pode ser legalmente utilizada para o consumo humano.

## Características físicas
Como a maioria das zebras-das-planícies, fêmeas e machos tem relativamente o mesmo tamanho. Elas não tem uma data especifica para o acasalamento como visto isso observando-as no Parque Nacional Etosha. As listras pretas são bem distribuídas ao longo do corpo, porém vão desaparecendo ao se aproximar das patas.

## Distribuição
Anteriormente a zebra-de-burchell se localizava perto do rio vaal, que se estende a noroeste para Etosha, e sudeste para Essuatíni. Hoje sobrevive nas extremidades do noroeste e sudeste.